# 六里坪镇
六里坪镇，是中华人民共和国湖北省十堰市丹江口市下辖的一个乡镇级行政单位。

## 行政区划
六里坪镇下辖以下地区：
六里坪社区、铁路社区、电器厂社区、财神庙村、花栗树村、大柳树村、岗河村、六里坪村、孙家湾村、蒿口村、马家岗村、岳家川村、江家沟村、杨家川村、狮子沟村、油坊坪村、沙沟河村、杨家湾村、广田沟村、双龙堰村、溪沟村、伍家沟村、堰坪村和五指山果园场。